# Золотнишине (станція)
Золотнишине — позакласна вантажна залізнична станція Полтавської дирекції Південної залізниці на одноколійній електрифікованій лінії від станції Потоки. Розташована в місті Горішні Плавні Кременчуцького району Полтавської області. Станція обслуговує Полтавський гірничо-збагачувальний комбінат.

## Історія
13 серпня 2018 року фахівці Полтавського територіального управління філії «БМЕС» закінчили поточний ремонт будівель, а також пасажирської платформи станції.
Після закінчення робіт з електрифікації дільниці.
6 вересня 2018 року від станції Золотнишине відправився перший поїзд на електротязі. Електрифікація відгалуження на Золотнишине дало змогу відправляти поїзди на електротязі до Полтави, Кременчука, Користівки. Роботи з електрифікації дільниці «Укрзалізниця» виконала за власні кошти — понад 204 млн грн.

## Пасажирське сполучення
Приміське сполучення зі станцією проіснувало нетривалий час. До 2010 року курсував рейковий автобус сполученням Кременчук — Золотнишине. Після того, як 8 вересня 2018 року було урочисто введено в експлуатацію електрифіковану лінію до Золотнишине, незабаром після цього «Укрзалізниця» з 22 вересня 2018 року поновила приміський рух до станції Золотнишине. Так як в Кременчуці власних електропоїздів немає, графісти змінили розклад денного рейсу Полтава — Кременчук — Полтава, зробивши йому по дорозі і туди, і у зворотному шляху відхилення до станції  Золотнишине двічі на день. Час у дорозі між Полтавою і Кременчуком при цьому значно збільшився. Через скарги пасажирів графік «нового» приміського електропоїзду знову було змінено: прибувши з Полтави відразу до Кременчука, вона встигала здійснити рейс до Золотнишине, повернутися до Кременчука і звичайним графіком відправитися в Полтаву.
З 23 жовтня 2018 року рух приміських електропоїздів із Золотнишиного до Полтави та Кременчука знову припинено. Окрім станції Золотнишине, приміські поїзди в межах міста зупиняються на зупинному пункті Піддубне.